# ويليام ستيوارت (لاعب كرة قدم)
ويليام ستيوارت (بالإنجليزية: William Stewart)‏ (29 أبريل 1910 بغلاسكو في المملكة المتحدة - ) هو لاعب كرة قدم بريطاني في مركز جناح. لعب مع مانشستر يونايتد ونادي ألوا أثليتيك ونادي ألبيون روفرز.